# کیرشهایمبولاندن
شهر کیرشهایمبولاندن (به آلمانی: Kirchheimbolanden) در ایالت راینلند-فالتز در کشور آلمان واقع شده‌است.